# Trần Tất Văn
Trần Tất Văn (chữ Hán: 陳必聞, (tuổi Bính Thìn, 1496 - 1571)), người xã Nguyệt Áng, tổng Phù Lưu, huyện An Lão, phủ Kinh Môn, Hải Dương (nay là xã Thái Sơn huyện An Lão thành phố Hải Phòng), đỗ đầu đệ nhất giáp tiến sĩ cập đệ (Trạng nguyên) khoa tháng tư, Bính Tuất,  niên hiệu Thống Nguyên thứ 5 (1526), đời Lê Cung Hoàng cùng Nguyễn Văn Du, Lưu Trung Doãn 3 người đỗ đệ nhất giáp tiến sĩ cập đệ; nhóm Lê Quang Bí 4 người đỗ đệ nhị giáp tiến sĩ xuất thân; nhóm Phạm Đình Quang 13 người đỗ đệ tam giáp đồng tiến sĩ xuất thân.
Trần Tất Văn sau ra làm quan cho nhà Mạc tới chức Thượng thư, tước Hàn Xuyên bá. Từng đi sứ nhà Minh.

## Thân thế và sự nghiệp
Trạng nguyên Trần Tất Văn sinh ra trong một gia đình họ Trần - dòng dõi nhà nho ở thời hậu Lê (? - ?) tại làng Nguyệt Áng xã Thái Sơn huyện An Lão, thành phố Hải Phòng. Do xuất thân là dòng dõi quý tộc, được thừa hưởng tư chất thông minh và được học hành đầy đủ nên ngay từ nhỏ Trần Tất Văn đã nổi tiếng về hiếu học, chăm ngoan. Qua nhiều năm miệt mài đèn sách ông đã vượt qua kỳ thi Hương (đỗ Giải nguyên), thi Hội (đỗ Hội nguyên), thi Đình (đỗ Trạng nguyên) - học vị cao nhất tại kỳ thi năm Bính Tuất niên hiệu Thống nguyên (1526) đời Lê Cung Hoàng. Ông là Trạng nguyên duy nhất của huyện An Lão dưới thời phong kiến, đồng thời đứng thứ 30 trong tổng số 47 Trạng nguyên của cả nước. Ngày Trần Tất Văn được vua ban cờ, biển cho về lễ tạ tổ tiên và các thầy học cũ, dân làng nô nức đón rước người ham học, đỗ cao, làm vẻ vang cho quê hương, dòng họ.
Sau đỗ đạt, ông làm quan cho triều Mạc, đến chức Thượng thư, tước Hàn Xuyên Bá. Dưới thời Mạc Đăng Dung, Mạc Đăng Doanh, ông được giao trông coi việc từ hàn, những văn thư trao đổi giữa nhà Minh, nhà Mạc ông đều tham gia. Đã có lần ông được vua Mạc cử đi sứ nhà Minh, dùng ngoại giao để đấu tranh bảo vệ chủ quyền đất nước. Bằng lý luận đanh thép và lập luận chặt chẽ - bài Biểu của ông đã làm Mao Bá Ôn - tướng nhà Minh đang tập hợp đại quân ở biên giới chuẩn bị xâm chiếm nước ta khi đọc bài biểu đã rỏ nước mắt rồi quyết định rút quân. Phát huy truyền thống gia đình, 39 năm sau con trai Trạng nguyên Trần Tất Văn là Trần Tảo đã đỗ Tiến sĩ làm quan đến chức Thừa chính sứ. Cùng với cha, tiến sĩ Trần Tảo đã góp nhiều công lớn trong sự nghiệp giữ gìn bờ cõi và phát triển đất nước.
Khi làm quan dưới triều nhà Mạc, thấu hiểu được tấm lòng và tình cảm của người dân quê hương, ông đã bỏ tiền hưng công xây dựng trên mảnh đất hương hỏa của gia đình ông một ngôi chùa để người dân ở đây có điều kiện sinh hoạt văn hóa, tín ngưỡng, tu thiện, tích đức. Người dân làng Nguyệt Áng truyền tụng rằng chùa quan Trạng tên chữ là Vĩnh Khoái Tự có quy mô rất rộng rãi, khang trang nằm trên một gò đất cao ráo, rộng tới 1/2 mẫu Bắc bộ. Ngoài việc xây chùa, Trạng nguyên Trần Tất Văn thấu hiểu nỗi cực nhọc của nhân dân địa phương khi phải lội qua nhánh sông nhỏ mùa hè cũng như mùa đông giá lạnh. Ông đã bỏ tiền làm một cây cầu đá xanh 3 nhịp dài 6-7mét, hiện nay chiếc cầu đã bị đổ, nhân dân địa phương còn lưu giữ được nhiều cấu kiện của chiếc cầu là những khối đá xanh hiện còn trong di tích. Cho đến nay, người dân Nguyệt Áng vẫn còn lưu truyền được bài thơ quan trạng về làng xây cầu đá:
"Hôm qua còn lội qua đầm
Hôm nay thanh thản qua cầu đá xanh
Cầu này cầu ái cầu ân
Công ơn quan Trạng có tâm với làng"

## Di sản
Sau khi quan Trạng qua đời, nhân dân địa phương đã dựng ngôi đền để thờ phụng tưởng nhớ ơn đức của quan Trạng. Đền được xây dựng nằm gần sát toà phật điện. Đền quay cùng hướng với ngôi chùa nhìn về phía Tây Bắc, cách nơi linh địa này không xa phía trước là dòng sông Đa Độ uốn khúc chảy qua và đằng sau là dãy núi sừng sững trụ vững với thời gian.
Những năm đầu của cuộc kháng chiến chống Pháp (1947-1948), các công trình kiến trúc đền, chùa quan Trạng cũng như các công trình văn hoá tín ngưỡng khác của địa phương Nguyệt Áng đã phải tiêu thổ kháng chiến. Mặc dù ở Nguyệt Áng đã trải qua bao lần san lấp mặt bằng để phục vụ sản xuất nông nghiệp, song đến nay, khu đất linh địa, đất xây đền, chùa quan Trạng ngày xưa vẫn còn gần như nguyên vẹn.
Hiện nay, tên của ông được đặt một con đường tại thị trấn An Lão và  quận Kiến An, thành phố HP